# 弗朗齐歇克·瓦洛谢克
弗朗齐歇克·瓦洛谢克（捷克語：František Valošek，1937年7月12日—），捷克男子足球运动员，场上位置是前锋。他曾代表捷克斯洛伐克国奥队参加1964年夏季奥林匹克运动会足球比赛，获得一枚银牌。